# Cristoforo Baschenis il Giovane
Cristoforo Baschenis il Giovane (Averara, 1561 – 1626) è stato un pittore italiano.
- La dinastia di Lanfranco
  - Antonio Baschenis (doc. 1450/1490)
  - Angelo Baschenis (doc. 1450/1490)
  - Giovanni e Battista Baschenis (doc. 1471/1503)
  - figlio di Giovanni Dionisio Baschenis (doc. 1493)
- La dinastia di Cristoforo
  - Cristoforo I Baschenis (doc. 1465/1475)

- - Simone I Baschenis (doc. 1488/1503)
  - Cristoforo II Baschenis (doc. 1472/1520)
  - Simone II Baschenis (1495 ca. /1555)
  - Filippo Baschenis (doc. 1537/ 1596)
  - Cristoforo Baschenis il Vecchio  (1520 ca/1613 ca.)
  - Cristoforo Baschenis il Giovane (1560 ca./1626 ca.)
  - Pietro Baschenis (1590 ca./1630)
  - Evaristo Baschenis (1617/1677)

## Biografia
Cristoforo Baschenis era figlio di Antonio, del ramo dei Cristoforo della famiglia di pittori di Averara. Antonio affidò nel 1572 al fratello Cristoforo Baschenis il Vecchio pittore, il figlio Cristoforo perché imparasse aliquam artem, da qui la distinzione dei due pittori, Cristoforo divenne il giovane.
Malgrado non si conosca la sua data di nascita si ritiene fosse nato nel 1561 probabilmente ad Averara, venendo indicato come ventisettenne nel 1588. Si formò alla scuola dello zio dove rimase cinque anni facendo poi ritorno ad Averara. Nel 1583 risalgono gli affreschi di Cusio, del 1592 risultano i pagamenti degli affreschi andati perduti di Colognola, mentre documentati nel 1607 le pitture per il chiostro di Monastero di San Benedetto. Affrescò nel 1604 palazzo Vacis ad Ossanesga, ma anche questi sono andati perduti.
Cristoforo Baschenis il Giovane morì nel 1626, la sua salma venne sepolta nella chiesa di santa Maria delle Grazie di Bergamo.

### Opere

#### Chiesa di San Giovanni - Cusio
Gli affreschi della chiesa di San Giovanni di Cusio, furono restaurati nel 1932 e assegnati al Cristoforo grazie al recupero della scritta CHISTOPHORUS BASCHENIS DE AVERARIA PINGENAT 1583, che seppure poco visibile fu documentata dal restauratore. Il ciclo pittorico comprende una Annunciazione con la Madonna che colpita dai raggi dello Spirito Santo, allarga le braccia colta dallo stupore del momento.
Sulla volta vi è affrescata l'immagine di Dio Padre benedicente, stranamente raffigurato con una calvizia centrale e lunghi capelli ai lati. In mano tiene un grande globo con la croce mentre un coro di angeli volteggiano in una bianca nube.
Le pareti laterali della chiesa presentano il ciclo della storia di san Giovanni, dall'annuncio a Zaccaria, fino alla decollazione.
Lateralmente una Madonna in trono sembrerebbe realizzata sempre dalla medesima mano.
Cristoforo seppe in questi affreschi raffigurare le persone che vivevano quella frazione, rappresentate negli abbigliamenti e nei gesti. Le lunette agli angoli rappresentano i santi Margherita, Maria Maddalena, i santi Francesco e Antonio. In questi dipinti il Cristofono non si distanzia molto dalla scuola pittorica dello zio, non sapendo ancora creare una propria identità pittorica.

#### Chiostro del monastero di San Benedetto
Cristoforo il giovane affrescò il chiostro del monastero benedettino di Bergamo; sull'architrave di una finta porta vi è leggibile la scritta: Cxporo Baschenis de Averaria pinxit MDIIIC.
Le quattordici lunette del chiostro progettato da Pietro Isabello, conservano il ciclo degli affreschi sulla storia di Benedetto da Norcia, fondatore dell'ordine benedettino, ripresa dal testo di Gregorio Magno del 593.
Gli spazi risicati e articolati delle lunette hanno obbligato l'artista a creare ambientazioni naturali che occupassero gli spazi ma che lasciassero predominante la figura del santo e dei monaci. Alcuni affreschi sono molto deteriorati dal tempo, e non sempre è possibile comprendere l'immagine.
La pubblicazione analitica dell'opera sul testo I pittori bergamaschi: '500 Vol IV pubblicato nel 1975 permette un'interpretazione degli affreschi, valutandone la raggiunta maturità artistica del pittore relativa al rapporto con gli spazi, anche risulta fosse ancora mancante di plasticità nelle figure.

#### Oratorio della Neve di Sedrina
La chiesa conserva l'affresco raffigurante Madonna col Bambino e santi Giacomo Maggiore e Giovanni Battista eseguito nel 1600.